# Villaluenga de la Vega
Pour les articles homonymes, voir Villaluenga (homonymie).
Villaluenga de la Vega est une commune d'Espagne de la province de Palencia dans la communauté autonome de Castille-et-León. Elle fait partie de la comarque naturelle de Vega-Valdavia.